# Vytfutia pallens
Vytfutia pallens är en spindelart som beskrevs av Christa L. Deeleman-Reinhold 1989. Vytfutia pallens ingår i släktet Vytfutia och familjen Phyxelididae. Inga underarter finns listade i Catalogue of Life.